# Elisa Pinheiro
Elisa Pinheiro (Rio de Janeiro, 20 de dezembro de 1979) é uma atriz brasileira, formada em Teoria Teatral pela UniRio.

## Carreira

### Televisão
| Ano     | Título                         | Papel                           | Notas                                                       |
| ------- | ------------------------------ | ------------------------------- | ----------------------------------------------------------- |
| 2023    | A Magia de Aruna               | Elisa                           |                                                             |
| 2023    | B.O                            | Emília                          | Episódios: "Festa da Manjuba" e "Corre que o Suzano Vem Aí" |
| 2023    | Família Paraíso                | Simone                          | Episódios: "O Colete" "A Fisioterapeuta"                    |
| 2023    | Novela                         | Lisa / Figurante                |                                                             |
| 2021    | Gênesis                        | Ayla                            | Fase: "Jornada de Abraão"                                   |
| 2019–20 | Homens?                        | Lisa                            |                                                             |
| 2018    | Pais de Primeira               | Janaína Conceição               | Episódio: "Baby Blues"                                      |
| 2018    | Sob Pressão                    | Mara                            | Episódio: Temp 2 - Ep 9                                     |
| 2017    | Prata da Casa                  | Sara Niven                      | Episódio: "Neurônios em Conflito"                           |
| 2016    | 220 Volts                      |                                 |                                                             |
| 2014    | Geração Brasil                 | Lara Avelar                     |                                                             |
| 2013    | TV Vai Com as Outras           | Vários Personagens              |                                                             |
| 2012–16 | Detetives do Prédio Azul       | Rafaela Paz                     |                                                             |
| 2012    | As Brasileiras                 | Rogéria                         | Episódio: "A Fofoqueira de Porto Alegre"                    |
| 2012    | Malhação: Intensa como a Vida  | Profª. Isabela Chaves (Belinha) |                                                             |
| 2012    | Louco por Elas                 | Anita                           | Episódio: Temp 1 - Ep 5                                     |
| 2011    | Cordel Encantado               | Abigail Maia                    |                                                             |
| 2011    | Natália                        | Júlia                           | Episódio: Temp 1 - Ep 8                                     |
| 2011    | O Astro                        | Balconista da floricultura      | Episódio: Temp 1 - Ep 15                                    |
| 2011    | Os Gozadores                   |                                 |                                                             |
| 2010    | Clandestinos - O Sonho Começou | Elisa                           |                                                             |
| 2009    | Os Buchas                      | Joema                           | Episódio: "Glorinha"                                        |
| 2009    | Quase Anônimos                 | Helô                            |                                                             |
| 2008    | Por Toda Minha Vida            | Julie Joy                       | Episódio: "Dolores Duran"                                   |
| 2006    | O Profeta                      | Cliente de Marcos               |                                                             |
| 2006    | Páginas da Vida                | Andréa                          |                                                             |
| 2004    | Malhação                       | Amiga de Cecília                |                                                             |

### Cinema
| Ano  | Título                          | Papel                           |
| ---- | ------------------------------- | ------------------------------- |
| 2024 | Caindo na Real                  | Sonia Pires                     |
| 2024 | Os Farofeiros 2                 | Vanete Pereira Rocha            |
| 2021 | Quem Vai Ficar com Mário?       | Bianca                          |
| 2020 | Os Espetaculares                | Tetê                            |
| 2020 | Tudo Bem No Natal Que Vem       | Laura                           |
| 2019 | Cinderela Pop                   | Helena Dorella                  |
| 2019 | De Pernas pro Ar 3              | Carla                           |
| 2018 | Chacrinha: O Velho Guerreiro    | Ordep                           |
| 2018 | Os Farofeiros                   | Vanete Pereira Rocha            |
| 2018 | Tudo Acaba em Festa             | Andréia                         |
| 2017 | Altas Expectativas              | Tati                            |
| 2016 | O Homem da Raia do Canto        |                                 |
| 2013 | Minha Mãe é Uma Peça - O Filme  | Cliente na fila do supermercado |
| 2011 | Cilada.com                      | Amiga de Fernanda               |
| 2011 | Coração na Boca                 | Giovana                         |
| 2011 | Uma Professora Muito Maluquinha | Miriam                          |
| 2010 | O Menino Mofado                 | Beatriz                         |
| 2006 | Fase Azul                       |                                 |
| 2003 | Centro do Rio                   |                                 |
| 2003 | O Vestido                       | Capitu                          |
| 2002 | Poeta de Sete Faces             | Recitante                       |

### Teatro
| Ano  | Título                                                    | Papel         |
| ---- | --------------------------------------------------------- | ------------- |
| 2023 | O menino é pai do homem                                   |               |
| 2023 | Raulzito Beleza                                           |               |
| 2022 | Ensina-me a Viver                                         |               |
| 2022 | 3 histórias encontram um rio                              |               |
| 2021 | Zé e Nina                                                 | Nina          |
| 2020 | Nesta Data Querida                                        | Mariana       |
| 2019 | Vale Night                                                |               |
| 2019 | Raulzito Beleza                                           |               |
| 2019 | Saia                                                      |               |
| 2018 | Colisão                                                   |               |
| 2018 | Por Elas                                                  |               |
| 2017 | Entoces Bailemos                                          |               |
| 2016 | A Santa Joana dos Matadouros                              | Joana         |
| 2016 | Imagina esse palco que se mexe                            |               |
| 2016 | Não Vamos Pagar!                                          | Margarida     |
| 2015 | Bonitinha, mas Ordinária                                  | Ritinha       |
| 2015 | El Pánico                                                 | Jessica       |
| 2015 | Ensina-me a Viver                                         |               |
| 2015 | O Silêncio                                                |               |
| 2013 | O Jardim Secreto                                          | Miranda       |
| 2012 | A Negra Felicidade                                        |               |
| 2012 | Coisas que a gente não vê                                 | Beatriz       |
| 2012 | Michael & Eu                                              | Fã de Madonna |
| 2011 | Joaquim e as Estrelas                                     |               |
| 2011 | Labirinto                                                 |               |
| 2011 | Mente Mentira                                             |               |
| 2011 | Mulheres Sonharam Cavalos                                 | Lucera        |
| 2011 | O Retorno ao Deserto                                      |               |
| 2010 | Clandestinos - O Sonho Começou                            | Elisa         |
| 2009 | Ensina-me a Viver                                         |               |
| 2009 | Relações - Peça Quase Romântica                           |               |
| 2008 | Ovo Frito                                                 |               |
| 2008 | O Jardim das Cerejeiras                                   | Varia         |
| 2008 | Procura-se Hugo                                           |               |
| 2007 | Macbeth                                                   |               |
| 2007 | Rua dos Sonhadores                                        | Ana           |
| 2006 | Nada que eu disser será suficiente até que o Sol se ponha |               |
| 2006 | O Encontro                                                |               |
| 2006 | O Pequenino Grão de Areia                                 |               |
| 2006 | Secretária Maldita                                        |               |
| 2006 | Utopia                                                    |               |
| 2003 | Rompecabeza                                               |               |
| 2002 | Cidadezinha Qualquer                                      |               |